# 香港紅十字會總部邵逸夫樓
香港紅十字會總部邵逸夫樓是香港紅十字會的新總部大樓，位於香港九龍油尖旺區旺角西海庭道19號，由巴馬丹拿建築師事務所設計，2012年11月動工，耗資4億港元，於2015年9月12日投入服務。

## 命名

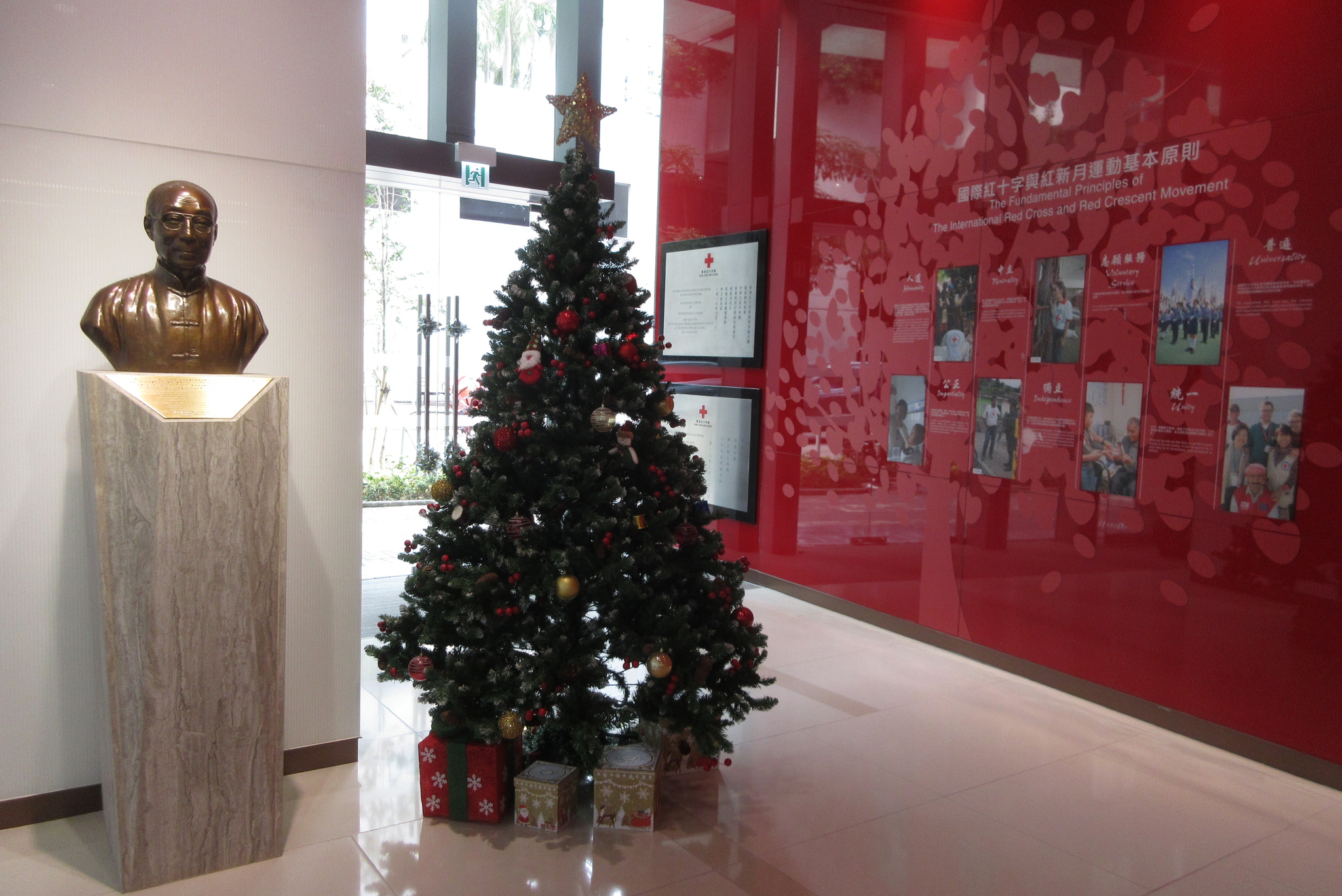
總部地下大堂內的邵逸夫半身像

香港紅十字會總部邵逸夫樓耗資4億港元興建，當中1.2億港元由邵逸夫爵士捐贈，為此命名為香港紅十字會總部邵逸夫樓。

## 設施
新總部大樓樓高11層，總面積約1.2萬平方米，比舊址大6倍，除了設有首間人道教育中心，用以舉辦人道價值及保護生命等活動外，亦有義工發展中心、賑災物資處理中心及全香港最大的捐血站，設有8張全血捐血牀及18張成分捐血牀；預計運作後首年的捐血人數可以達到1.6萬名，亦可以供給2萬名病人人次接受輸血。

### 樓層分佈

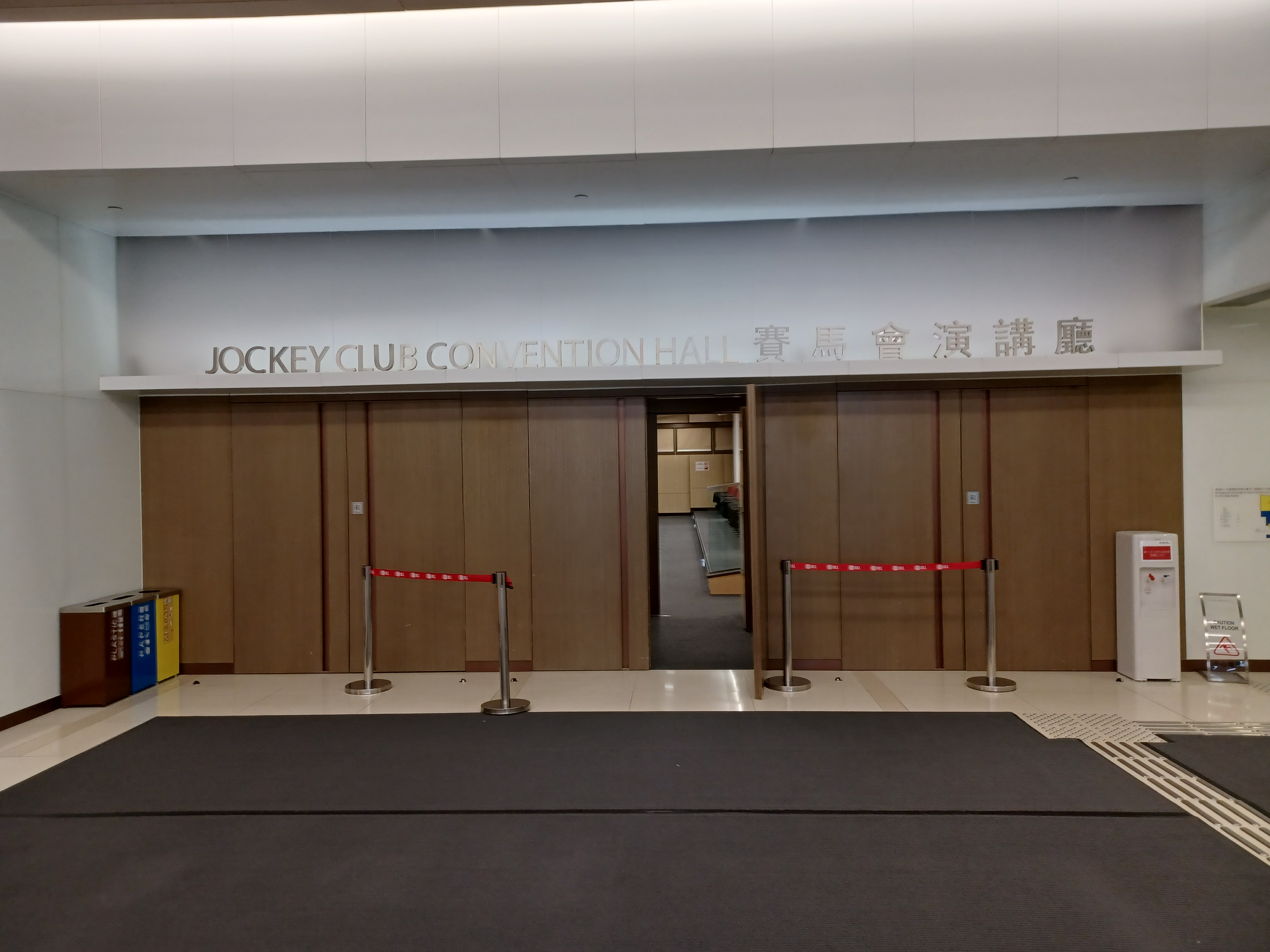
地下賽馬會演講廳正門
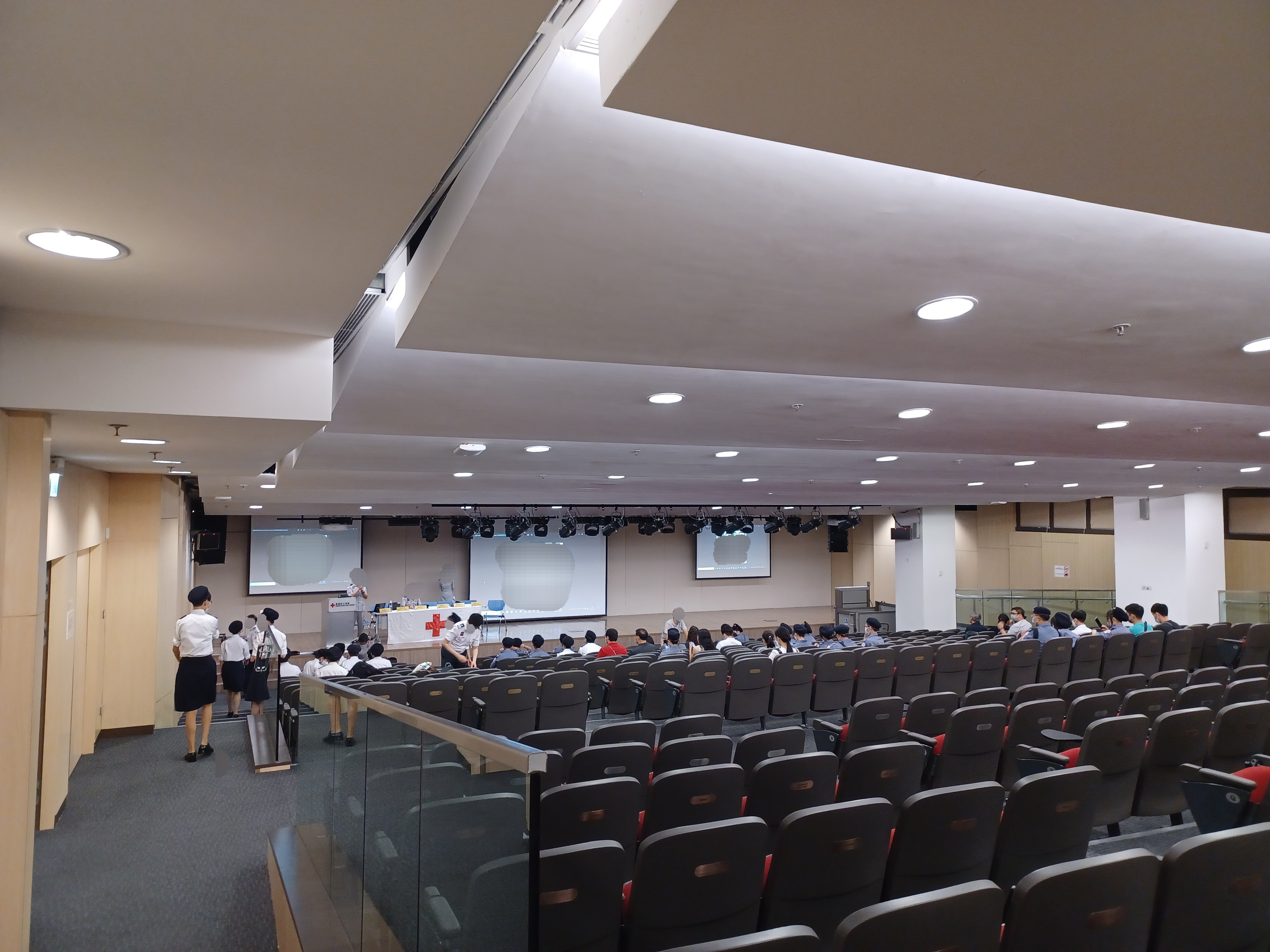
地下賽馬會演講廳內部

| 樓層 | 設施                                                                                |
| ---- | ----------------------------------------------------------------------------------- |
| 9樓  | 辦公室、董事會會議室                                                                |
| 8樓  | 辦公室                                                                              |
| 7樓  | 人道教育中心、青少年全方位教育中心、紅十字資料館                                    |
| 6樓  | 西九龍捐血站、義工發展及活動中心                                                    |
| 5樓  | 紅十字物品專門店、義工發展及活動中心                                                |
| 4樓  | 本地賑災物資處理中心、急救及健康護理訓練中心、活動室                                |
| 3樓  | 心理支援熱線中心、境外賑災物資處理中心、 境外醫療救援服務培訓基地及境外賑災行動中心 |
| 2樓  | 平台花園                                                                            |
| 1樓  | 紅十字青少年西九龍總部、活動室                                                      |
| M樓  | 停車場                                                                              |
| 地面 | 大堂接待處、賽馬會演講廳                                                            |

- 地下賽馬會演講廳正門
- 地下賽馬會演講廳內部

## 歷史

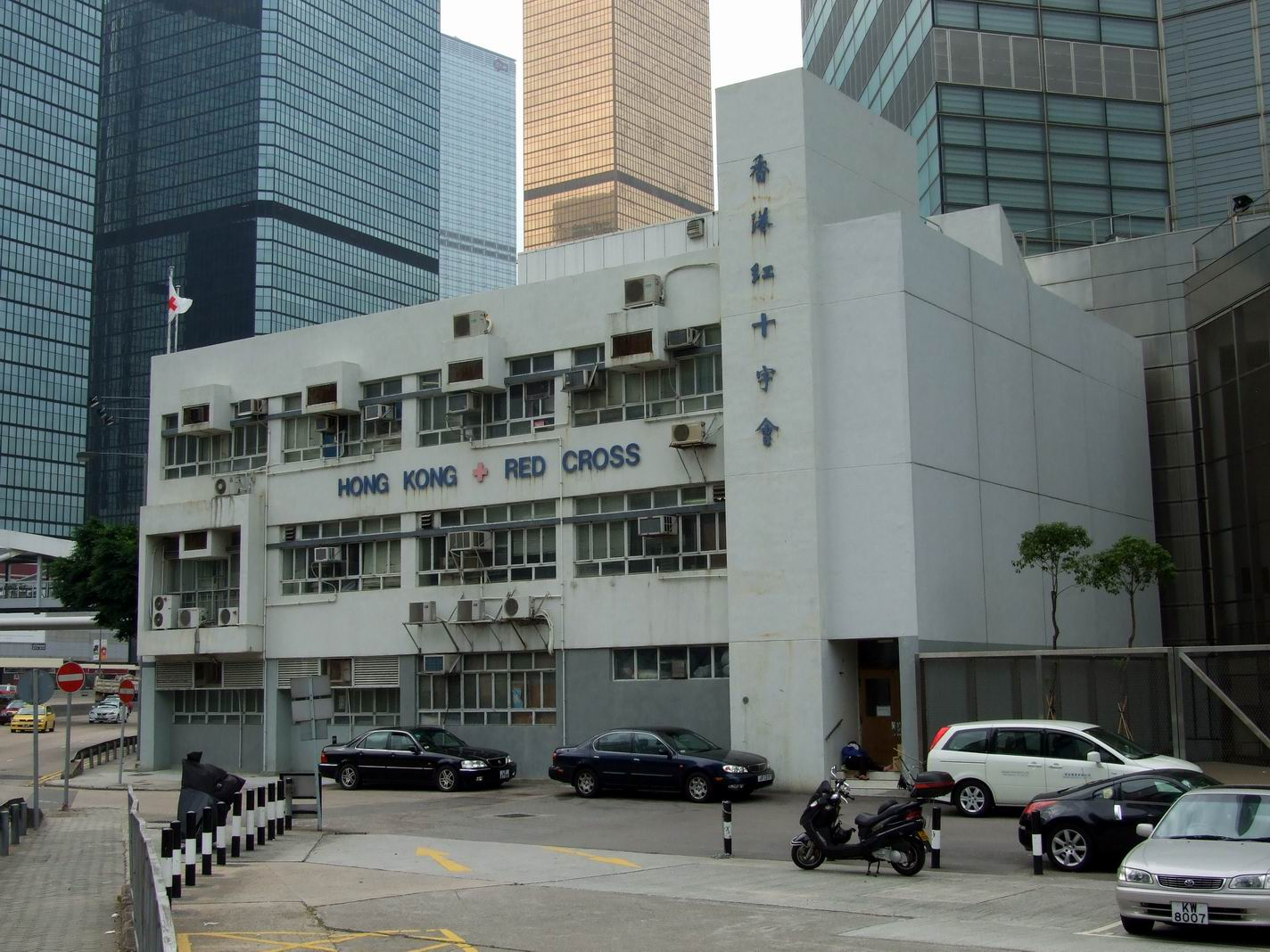
已拆卸的金鐘柏立基夫人紅十字會總部大樓

香港紅十字會舊有總部大樓位於香港島金鐘夏慤道33號，稱為「柏立基夫人紅十字會總部大樓」，1964年3月18日奠基，並於1965年啟用，樓高3層。
由於場地局限發展，香港紅十字會不少部門需要租用其他樓宇。香港紅十字會於2001年起爭取搬遷，最終香港政府於2011年7月以非原址換地方式，象徵性收取1,000港元補地價，批准劃出旺角西海庭道的停車場用地予香港紅十字會興建新總部大樓。
2012年，香港紅十字會耗資4億港元於西九龍興建新總部大樓，並於2015年9月12日投入服務。

## 財務
整項興建計劃耗資4億港元，當中1.2億港元由邵逸夫爵士捐贈，另外賽馬會慈善信託基金及獎券基金分別捐出8,000萬及6,000萬港元。

## 鄰近
- 奧海城二期
- 富榮花園
- 海富苑
- 香港管理專業協會李國寶中學
- 油蔴地天主教小學（海泓道）
- 西九龍政府合署
- 柏景灣

## 外部連結
- 香港紅十字會工程項目進度報告 油尖旺區議會第91/2014號文件[永久]